# Camilla Andersson (fotbollsspelare född 1967)
Camilla Andersson, född 3 juli 1967, är en svensk före detta fotbollsspelare.
Andersson representerade på klubbnivå Älvsjö AIK. Hon spelade 11 A-landskamper (4 mål) för Sverige, och var med i Sveriges trupp i EM 1997. Hon avslutade karriären efter säsongen 1997.